# ОЗУ Сейлем
ОЗУ «Се́йлем» — найвідоміше ОЗУ (організоване злочинне угруповання) Криму. Було сформоване в 1988 році в Сімферополі на базі кооперативу «Ай-Петрі». Назва угруповання була запозичена у популярних в 1990-і роки цигарок «Salem».
Засновниками ОЗУ «Сейлем» були Олег Слатвинський (на прізвисько «Жираф») і Євген Хавич (на прізвисько «Жид»). Лігвом вважався ресторан «Сейлем». У деякі роки кількість бойовиків перевищувала 1000 осіб. Цьому ОЗУ інкриміновано близько 50 резонансних убивств. Одним із авторитетних злочинців уважався «Хаттаб», але дані про його справжнє існування були стерті в часи революції 2000-х років.
1992 року «сейлемівці» вступили в конфлікт із досить впливовим на той час етнічним ОЗУ «Греки», внаслідок чого ОЗУ «Греки» було розгромлено.
У 1991—1992 роках розпочалася велика війна з ОЗУ «Башмаки» і з тих пір ці два ОЗУ — непримиренні вороги. Друга хвиля війни почалась у 1995 році після переходу інтересів на Південний Берег Криму (ПБК).
ОЗУ «Сейлем» вважається найбагатшим ОЗУ Криму, воно має найбільш розгалужені зв'язки в органах державної влади та місцевого самоврядування. З часом навіть була створена «сейлемівська» Партія Економічного Відродження Криму (ПЕВК), лідером якої став Вячеслав Шев'єв. До партії належали чільні сейлемівці, а також директори великих підприємств і бізнесмени.
У міліцейських оперативних зведеннях середини 1990-х років як один із членів ОЗУ «Сейлем» проходив Сергій Аксьонов (на прізвисько «Гоблін»), якого 27 лютого 2014 року було незаконно призначено прем'єр-міністром Автономної Республіки Крим, а 17 березня 2014 року незаконно призначено головою Ради Міністрів Республіки Крим.
У жовтні 2006 року постійний представник Президента України в АРК Геннадій Москаль згадував: «Я прибув у Крим в 1997 році… Вся кримська громадськість знає, хто тоді керував Кримом, і що призначали кадри Шев'єв, Данелян і Воронков («Воронок»)…».

## Лідери ОЗУ «Сейлем»
- Олег Слатвинський (на прізвисько «Жираф») (1964 рік, м.Сімферополь — 1992 рік, м.Лодзь/Варшава, Польща / (?) можливо, ще живий[6].)
- Євген Хавич (на прізвисько «Жид») (1944 рік, м.Омськ — 1995 рік, м.Сімферополь) — одружений, раніше судимий.
- Сергій Воронков (на прізвисько «Воронок») (1961 р.н.) — судимий, відбував покарання з 2001 року по 2008 рік. Відзначався організаторськими здібностями.[7]